# 씨프 II: 더 메탈 에이지
《씨프 II: 더 메탈 에이지》(영어: Thief II: The Metal Age)는 로킹 글래스 스튜디오스가 개발하고 에이도스 인터랙티브가 배급한 2000년 잠입 게임이다. 《씨프》 시리즈의 두 번째 게임으로 마이크로소프트 윈도우 플랫폼으로 제작됐다. 전작 《씨프: 더 다크 프로젝트》에 이어 주인공 개렛이 종교단체 음모론을 파헤치는 이야기를 그렸다.
《씨프 II》는 전작을 기반으로 설계하고 확장했다. 제작진은 전작의 플레이어 의견을 받아들여 도시 속 잠입에 중점을 두고 미로형 스테이지와 괴물 출현을 최소화했다. 개발 엔진은 《씨프》와 《시스템 쇼크 2》가 사용한 다크 엔진이었다. 1999년 일렉트로닉 엔터테인먼트 엑스포에서 처음 공개됐다. 개발 중 로킹 글래스는 파산위기를 직면했으나 배급사 에이도스의 지원으로 모면했다.
발매 당시 《씨프 II》는 언론으로부터 긍정적인 평가를 받아 전작을 상회하는 성적을 거뒀다. 허나 게임에 관한 저작료 지불 지연으로 로킹 글래스의 재정이 타격을 입어 2000년 5월 폐쇄돼 후속작 《씨프 III》가 취소됐다. 시리즈 세 번째 작품 《씨프: 데들리 섀도스》는 이온 스톰이 개발해 2004년 발매됐다.

## 반응
《씨프 II》는 리뷰 애그리게이터 웹사이트 메타크리틱에서 87/100점을 기록해 "대체적으로 긍정적인 평가"를 받았다.